# Urpmi
urpmi — набор утилит Mandriva Linux, Mageia, OpenMandriva Lx и Rosa Linux для установки, удаления и обновления и пакетов программ из локальных или сетевых источников. Изначально urpmi создавался в качестве менеджера пакетов RPM с автоматическим разрешением зависимостей. Он работает как с официальными источниками из Mandriva / Mageia / Rosa / OpenMandriva, так и с неофициальными источниками, такими как «Penguin Liberation Front»/Российский репозитории Mageia.

## История
urpmi был разработан в качестве эксперимента Паскалем Ригауксом (pixel) для решения проблем ограничений установки RPM. Он также разрабатывался Франсуа Понсом и другими сотрудниками Mandriva. В настоящее время (2010—2013 гг.), urpmi разрабатывает Тьерри Вигнауд, который тогда разрабатывал rpmdrake, и который являлся одним из соавторов установщика drakx, и инструментов Mandriva перед работой в Mageia. Эта версия будет использоваться в будущих проектах Mandriva, которые будут основаны на Mageia.
Per Øyvind Karlsen разрабатывает форк urpmi для Rosa Linux с исправлениями и улучшениями на базе разработках Тьерри Вигнауда, но данная версия не используется в Mandriva Business Server, которая основывается на Mageia.

## Команды

### Общие команды
| Установка пакета                                   | urpmi <package_name>     |
| Удаление пакета с зависимостями                    | urpme <package_name>     |
| Удаление «осиротевшего(их)» пакета(ов) зависимости | urpme --auto-orphans     |
| Запрос базы данных пакетов                         | urpmq <package_name>     |
| Найти пакет, содержащий файл                       | urpmf <file>             |
| Найти пакет по фрагменту названия RPM              | urpmi --fuzzy <fragment> |
| Обновить список пакетов                            | urpmi.update -a          |
| Обновление всей системы                            | urpmi --auto-select      |
| Автоматическое обновление системы                  | urpmi --auto-update      |

### Полезные команды
| Найти пакеты, содержащие <word> в своем названии | urpmi -y <word>       |
| Найти пакет без зависимостей                     | urpmi_rpm-find-leaves |